# Juan Carlos Mosquera Pérez
Juan Carlos Mosquera (Cali, Valle del Cauca, Colombia; 15 de septiembre de 1977) es un exfutbolista colombiano. Jugaba de portero.

## Clubes
| Club            | País        | Año         |
| --------------- | ----------- | ----------- |
| Santa Fe        | Colombia    | 1995 - 1998 |
| Deportivo Cali  | Colombia    | 1999 - 2001 |
| Dragón          | El Salvador | 2001 - 2002 |
| Atlético Balboa | El Salvador | 2003 - 2005 |
| Atlético Huila  | Colombia    | 2006 - 2007 |
| The Strongest   | Bolivia     | 2008        |
| Alianza         | El Salvador | 2008        |
| América de Cali | Colombia    | 2009 - 2011 |
| Atlético Huila  | Colombia    | 2011 - 2012 |
| Sport Áncash    | Perú        | 2013        |

## Palmarés

### Torneos nacionales
| Título          | Equipo          | País        | Año  |
| --------------- | --------------- | ----------- | ---- |
| Copa Presidente | Atlético Balboa | El Salvador | 2005 |